# Cameron Roget
Cameron Roget (30 november 1990) is een voormalig profvoetballer uit Trinidad & Tobago die doorgaans als aanvaller speelt. Hij speelde van 2014 tot 2016 in Finland, waarbij hij eerst speelde voor Sporting Kristina (3e niveau) en later voor Vaasa IFK (2e niveau). Daarnaast is Roget, die ook de Amerikaanse nationaliteit heeft, jeugdinternational voor Trinidad & Tobago. Hij speelde onder meer in het Onder-17 elftal en het Onder-23 elftal van het land. Sinds 2016 is Roget transfervrij.